# Claude Weber (botaniste)
Pour les articles homonymes, voir Claude Weber et Weber.
Claude Weber, née le 22 avril 1922 à Paris et morte le 17 décembre 2011 à Bonneville, est une botaniste spécialisée dans la flore du bassin lémanique. Elle commence ses études à l'Université de Genève, et est diplômée de Harvard en 1963. Elle s'installe pour de bon dans la région genevoise à partir de 1965 et devient membre de la Société botanique de Genève à partir de 1974, la présidant même de 1983 à 1984. Dès 1966, elle est l'autrice d'un travail majeur sur la floristique genevoise, le Catalogue dynamique de la flore de Genève. Son nom complet est Claude Jeanne Germaine Weber, et elle publie aussi transitoirement sous le nom de Claude Duperrex.

## Taxons décrits
L'International Plant Names Index donne les taxons suivants comme décrits par Claude Weber :
- la sous famille des Maloideae C.Weber (1964)
- le genre Antegibbaeum Schwantes ex C.Weber (1968)

Et les espèces ou hybrides suivants :
- Antegibbaeum fissoides (Haw.) C.Weber (1968)
- Begonia ×cheimantha Everett ex C.Weber (1969)
- Begonia spraguei C.Weber (1969)
- Chaenomeles ×californica W.B.Clarke ex C.Weber (1963)
- Chaenomeles ×clarkiana C.Weber (1963)
- Chaenomeles ×vilmoriniana C.Weber (1963)
- Pyrus ×clarkiana (C.Weber) M.F.Fay & Christenh. (2018)
- Pyrus ×vilmoriniana (C.Weber) M.F.Fay & Christenh. (2018)
- Ruschia derenbergiana (Dinter) C.Weber (1968)